# Kirchliche Hochschule Wuppertal
Die Kirchliche Hochschule Wuppertal (kurz: KiHo Wuppertal, 2007–2021: Kirchliche Hochschule Wuppertal/Bethel) ist eine staatlich anerkannte kirchliche Hochschule in Wuppertal-Barmen. Sie wurde 1935 auf Initiative des Kreises um Martin Niemöller und Karl Immer sen. als Ausbildungsstätte des theologischen Nachwuchses gegründet. Die Landessynode hat im Februar 2025 beschlossen, die Tätigkeit der Hochschule bis spätestens Ende März 2027 einzustellen.

## Geschichte

### Die Anfänge der Kirchlichen Hochschule
Die Kirchliche Hochschule Wuppertal wurde am 14. August 1935 als Kirchliche Hochschule für reformatorische Theologie, Abteilung Elberfeld auf besondere Initiative des Kreises um Martin Niemöller (Berlin-Dahlem) und Karl Immer sen. (Barmen) als Ausbildungsstätte des theologischen Nachwuchses der Bekennenden Kirche gegründet. Parallel dazu entstand in Berlin die Kirchliche Hochschule für reformatorische Theologie, Abteilung Dahlem. Dem Entschluss zur Gründung dieser Hochschulen war die Zerschlagung der theologischen Fakultäten in den staatlichen Universitäten – in der Hauptsache der Bonner Fakultät um Karl Barth – durch die Nationalsozialisten vorausgegangen.
Zum 1. November 1935 sollte die Kirchliche Hochschule für reformatorische Theologie im Wuppertaler Stadtteil Elberfeld zunächst mit 41 immatrikulierten Studenten ihren Lehrbetrieb aufnehmen. Doch wurden die Kirchliche Hochschule und der für den Abend angesetzte Eröffnungsgottesdienst in der Gemarker Kirche noch am gleichen Tage von der Geheimen Staatspolizei verboten. Die Kirchliche Hochschule in Wuppertal konnte zunächst unter dem Dach der Theologischen Schule Elberfeld e. V. als Abteilung B arbeiten. Doch wurde die Theologische Schule Elberfeld e. V., deren Träger die Ev.-reformierte Gemeinde Elberfeld war, am 14. Dezember 1936 von der Gestapo ebenfalls verboten und geschlossen. Durch Erlass Heinrich Himmlers vom 29. August 1937 wurde die theologische Ausbildung durch die Bekennende Kirche gänzlich untersagt. Dennoch konnten bis etwa Mai 1941 an verschiedenen Orten, zunächst in Wuppertal, später in Köln und Essen, Lehrveranstaltungen gehalten werden. Aber mit dem Zweiten Weltkrieg wurden die Studierenden und Teile der Lehrerschaft immer zahlreicher zum Kriegsdienst einberufen. Damit kam der Lehrbetrieb schließlich zum Erliegen.

### Der Weg der Kirchlichen Hochschule nach 1945

Siegel der Kirchlichen Hochschule bis 2009

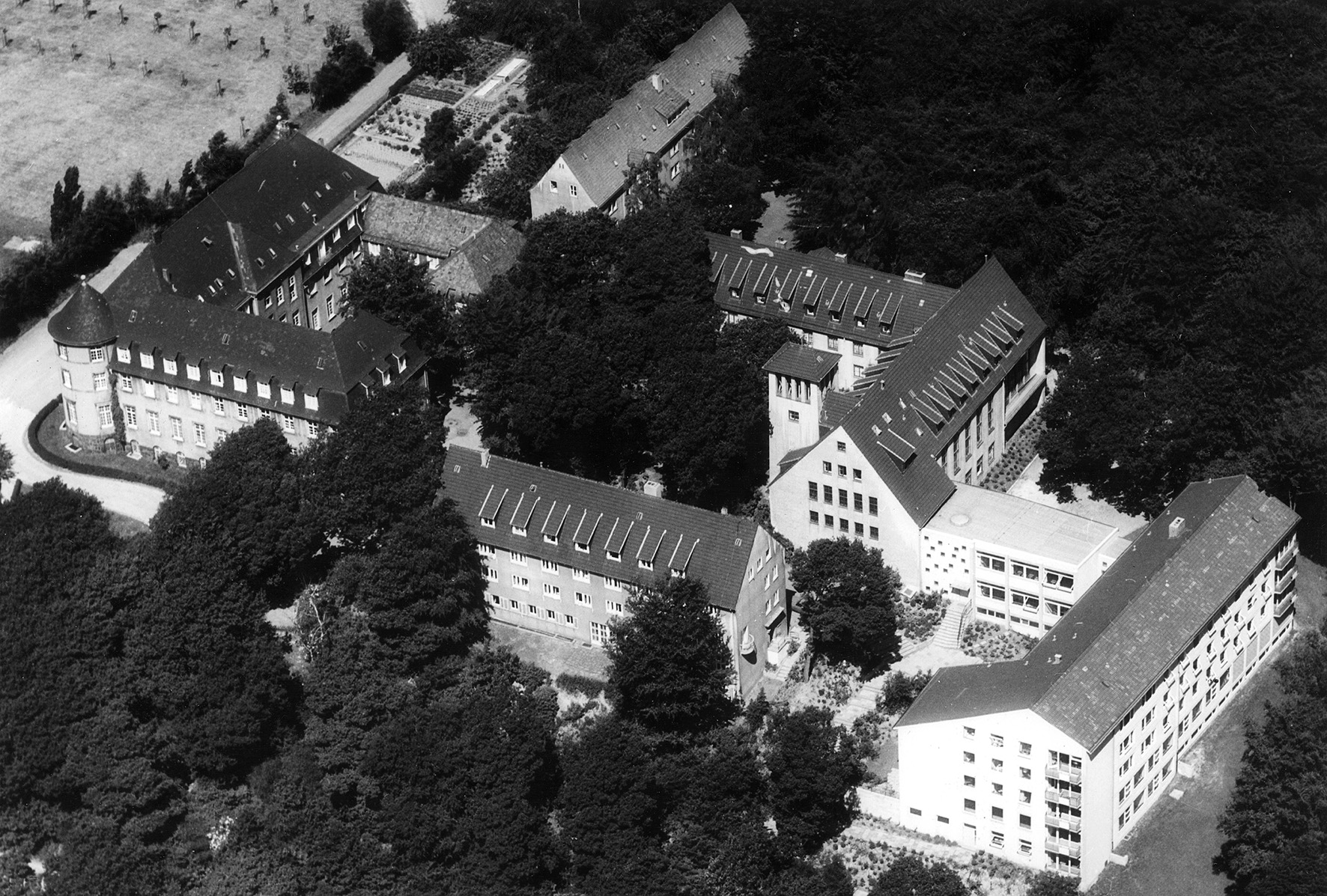
Luftaufnahme des Campus 1966

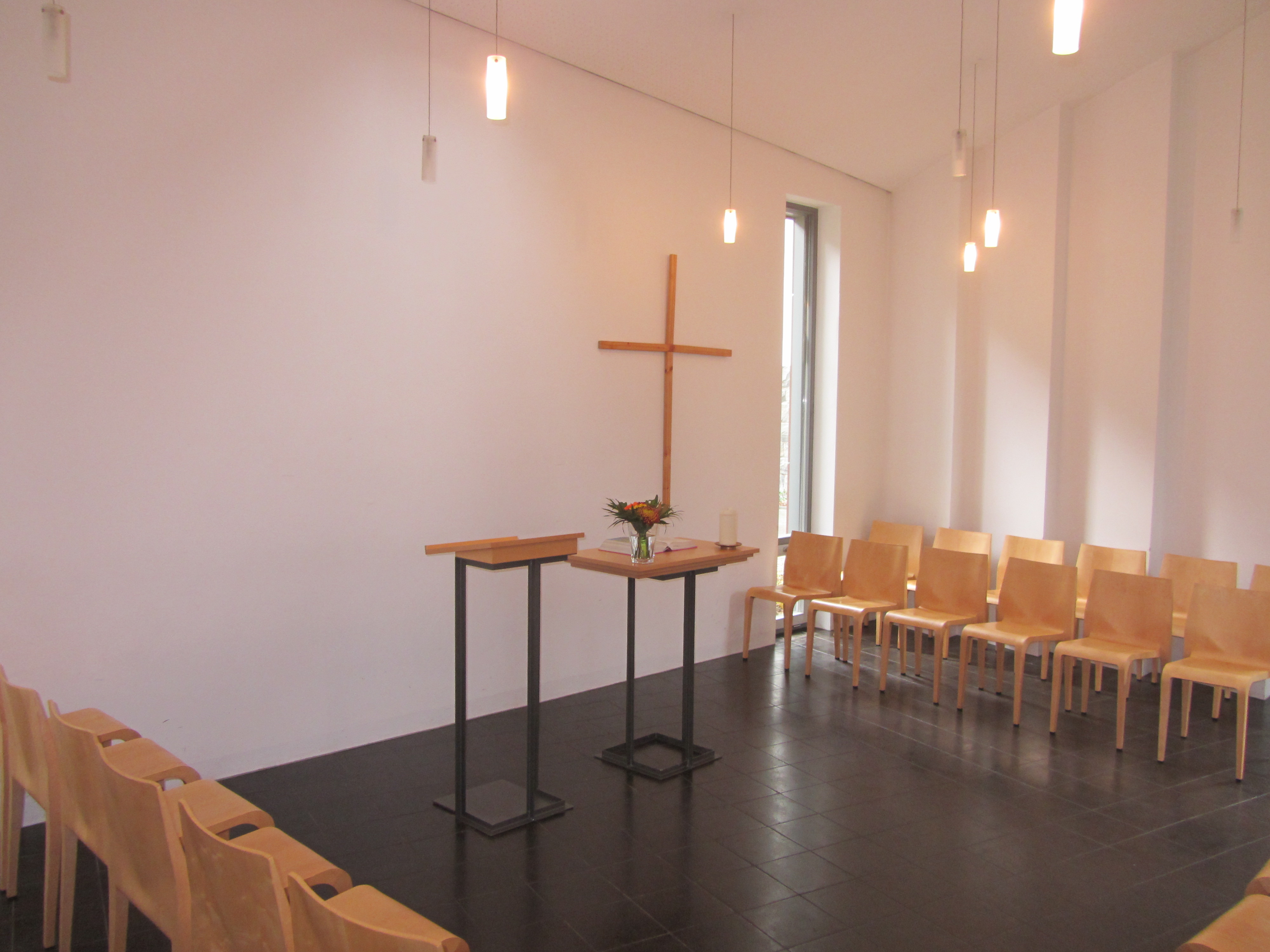
Kapelle auf dem Campus in Wuppertal

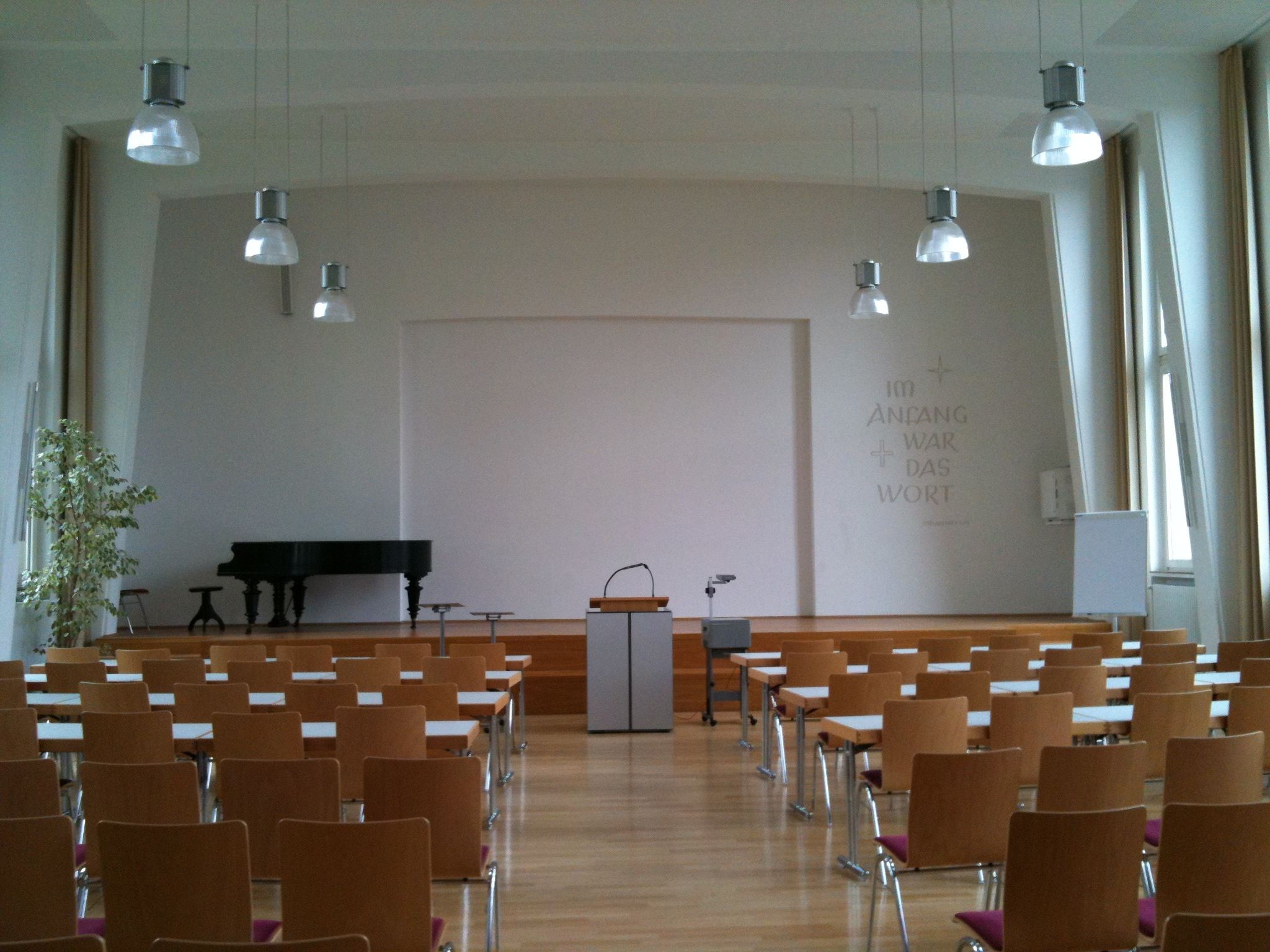
Audimax in Wuppertal

Schon wenige Wochen nach Ende des Zweiten Weltkriegs bemühte sich vor allem der Wuppertaler Fabrikant Willy Halstenbach um eine Neueröffnung der Kirchlichen Hochschule in Wuppertal. Tatsächlich konnte die Theologische Schule Wuppertal zum Wintersemester 1945/46 den Lehrbetrieb wieder aufnehmen. Träger der Hochschule war zunächst der Altpreußische Bruderrat, dann der Verein Kirchliche Hochschule e. V. Mit der Neueröffnung war der Umzug der Schule aus dem Wuppertal auf den Hardtberg verbunden. Volkstümlich wird diese Anhöhe auch „Heiliger Berg“ genannt, da hier bereits die Barmer Mission ihre Heimat gehabt hatte.
Seit 1976 ist die Kirchliche Hochschule Wuppertal eine Einrichtung der Evangelischen Kirche im Rheinland. Sie kooperiert mit der Bergischen Universität Wuppertal. 1999 wurde das Biblisch-Archäologische Institut gegründet, zu seinem Direktor wurde der Alttestamentler und Archäologe Dieter Vieweger berufen.
Die Landessynode der Evangelischen Kirche im Rheinland beschloss auf ihrer Tagung im Januar 2003 die Errichtung eines Theologischen Zentrums in Wuppertal (ThZW). So wurden die verschiedenen Institutionen der Evangelischen Kirche im Rheinland, in denen Pfarrer aus- und fortgebildet werden, miteinander verknüpft. Die Kirchliche Hochschule Wuppertal wurde Teil dieses kooperativen Aus- und Fortbildungszentrums.
Die Gebäude wurden zu Beginn des 21. Jahrhunderts umfangreich saniert. Zudem wurde auf dem Campus eine neue Kapelle errichtet.

### Vereinigung mit der Kirchlichen Hochschule Bethel
Mit Kirchenvertrag vom 17. November 2005 wurde von der Evangelischen Kirche im Rheinland, der Evangelischen Kirche von Westfalen und der Von Bodelschwinghschen Stiftungen in Bielefeld-Bethel die Kirchliche Hochschule Wuppertal/Bethel (Hochschule für Kirche und Diakonie) mit Sitz in Wuppertal gegründet. Sie trat zum 1. Januar 2007 an die Stelle der Kirchlichen Hochschule Wuppertal und der Kirchlichen Hochschule Bethel.
Laut novellierter Fassung des Hochschulgesetzes des Landes Nordrhein-Westfalen vom 31. Oktober 2006 wurde „die Kirchliche Hochschule Wuppertal/Bethel staatlich anerkannte Hochschule im Sinne dieses Gesetzes“ (§ 74 Abs. 1). Sie bekam damit den gleichen Rang wie die entsprechenden Fakultäten oder Fachbereiche der staatlichen Universitäten und auch das Promotions- und Habilitationsrecht.
Zum Wintersemester 2007/08 trat eine neue Grundordnung der Kirchlichen Hochschule Wuppertal/Bethel in Kraft. Die Grundordnung regelte auch die Besetzung des Kuratoriums neu, dem jetzt fünf Vertreter der Evangelischen Kirche im Rheinland, drei Vertreter der Evangelischen Kirche von Westfalen, ein Vertreter der Stiftung Anstalt Bethel sowie ein Vertreter der Evangelischen Kirche in Deutschland angehören. Die Amtszeit des Kuratoriums beträgt vier Jahre.
2021 verständigten sich die Trägerinnen der Hochschule – die Evangelische Kirche im Rheinland, die Evangelische Kirche von Westfalen und die von Bodelschwinghschen Stiftungen Bethel – darauf, das Institut für Diakoniewissenschaft und Diakoniemanagement (IDM) in Bielefeld-Bethel an eine staatliche Universität in räumlicher Nachbarschaft anzubinden. Im November 2021 teilte die Evangelische Kirche im Rheinland mit, dass das Institut für Diakoniewissenschaft und Diakoniemanagement an die Universität Bielefeld überführt werde. Dort wurde es in die Abteilung Evangelische Theologie der Fakultät für Geschichtswissenschaft, Philosophie und Theologie eingegliedert. Zu diesem Zweck schlossen die Evangelische Kirche von Westfalen und die von Bodelschwinghschen Stiftungen Bethel einen Kooperationsvertrag mit der Universität Bielefeld. Die Kirchliche Hochschule wird seit dem 1. Januar 2022 als Kirchliche Hochschule Wuppertal mit alleinigem Standort Wuppertal durch die Evangelische Kirche im Rheinland und die Evangelische Kirche von Westfalen getragen; die von Bodelschwinghschen Stiftungen Bethel schieden aus dem Trägerverbund aus.

### Abwicklung der Hochschule 2025–2027
Die Landessynode der Evangelischen Kirche im Rheinland hat am 6. Februar 2025 mit großer Mehrheit beschlossen, den Betrieb der Kirchlichen Hochschule Wuppertal bis spätestens Ende März 2027 zu beenden. Die Synode bestätigte damit ein von der Kirchenleitung vorgelegtes Konzept. An die Stelle der Hochschule soll eine Weiterbildungsgesellschaft treten, die auf einem Bildungscampus akademische und praxisnahe Angebote verknüpft. Die Weiterbildungsgesellschaft soll wegen steuerlicher Vorteile und wegen der damit verbundenen Haftungsbeschränkung die Rechtsform einer gemeinnützigen GmbH erhalten.
Der Vierte Kirchenvertrag zur Änderung des Kirchenvertrages für die Kirchliche Hochschule Wuppertal vom 2. April 2025 enthält die näheren Bestimmungen für die Abwicklungsphase: Die Evangelische Kirche im Rheinland veranlasst die Beendigung des Betriebs der Hochschule zum 31. März 2027. Sie hat mit Karin Pflug eine Interim-Managerin in der Hochschule eingesetzt, die am 1. Mai 2025 die Funktionen und Rechte des bisherigen Kanzlers übernommen hat. Daneben ist die Interim-Managerin eines der beiden Mitglieder des Rektorats; das andere Mitglied ist die gewählte Rektorin. An die Stelle des bisherigen Kuratoriums ist am 1. Mai 2025 ein Bevollmächtigtenausschuss getreten, in dem „wesentliche Fragen, die die Aufsicht und die Abwicklung betreffen“, erörtert werden sollen.
Bereits mit dem mit dem Ende des Sommersemesters 2026 soll die Lehre im Studiengang Pfarramt/Magister theologiae eingestellt werden.

## Studium
Der an der Kirchlichen Hochschule Wuppertal angebotene Studiengang Evangelische Theologie gliedert sich in die Fächer Altes Testament; Neues Testament; Kirchengeschichte und Dogmengeschichte; Systematische Theologie und Ethik; Interkulturelle Theologie bzw. Missionswissenschaft und Religionswissenschaft sowie Praktische Theologie. Die Hochschule bietet darüber hinaus ein besonderes Profil durch eine Juniorprofessur für Feministische Theologie und Theologische Geschlechterforschung, durch jeweils im Sommersemester alternierend eine Ökumenische Gastprofessur und eine Jüdische Gastprofessur sowie durch internationale Studienprogramme, die in Zusammenarbeit des Instituts für Interkulturelle Theologie und Interreligiöse Studien (IITIS) und der Vereinten Evangelische Mission (VEM) alle zwei Jahre durchgeführt werden.
Die Studierenden haben die gleichen Voraussetzungen wie für den Zugang zu einer staatlichen Hochschule zu erfüllen. Während das zum Pfarramt führende Erste Theologische Examen direkt von den evangelischen Landeskirchen abgenommen wird, lassen sich an der Kirchlichen Hochschule selbst der Magister der Theologie (Mag. theol.) und der Doktor der Theologie (Dr. theol.) erwerben. Die Kirchliche Hochschule Wuppertal besitzt außerdem das Habilitationsrecht (Dr. theol. habil.).
Die Kirchliche Hochschule Wuppertal bietet einen berufsbegleiteten Weiterbildungsstudiengang Evangelische Theologie mit dem Abschluss Master of Theological Studies (MThSt) an. Der Studiengang basiert auf der vom Evangelisch-Theologischen Fakultätentag im Jahr 2018 verabschiedeten Rahmenstudien- und Prüfungsordnung, der von der Kirchenkonferenz der Gliedkirchen der Evangelischen Kirche in Deutschland (EKD) als zweiter Zugang zum Pfarramt in allen Landeskirchen beschlossen wurde. Der Studiengang ist berufsbegleitend konzipiert und hat eine Regelstudienzeit von sechs Semestern.